# Флорентийская Пьета
 Флорентийская Пьета, Пьета Бандини, Пьета с Никодимом (итал. Pietà Fiorentini, Pieta Bandini, Pietà con Nicodemo) — одно из поздних произведений выдающегося художника эпохи Возрождения, скульптора Микеланджело Буонарроти. Композиция Пьета была создана 80-летним скульптором из мрамора в 1547—1555 годах. Хранится в Музее Произведений искусства Собора во Флоренции. Высота скульптурной группы — 226 см.

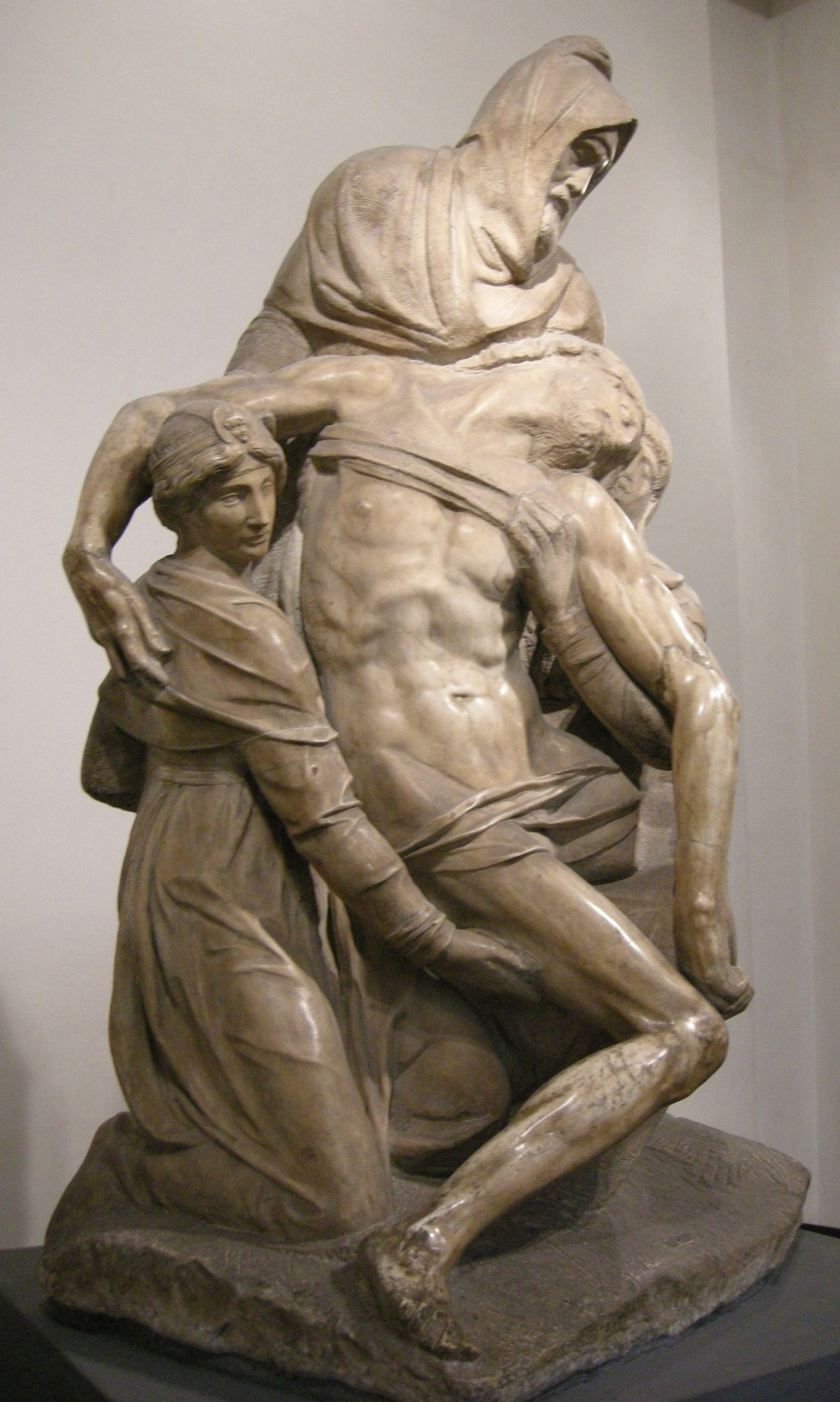
Флорентийская Пьета. Вид сбоку

Пьета́, Пиета́ (итал. pietà — сострадание, любовь, жалость, милосердие, от лат. pietas — набожность, благочестие) — западноевропейское название иконографии темы оплакивания Христа. В основе такой иконографии — эпизод «Страстей Христовых», следующий за снятием тела Иисуса Христа с креста и предшествующий Его погребению.
Флорентийская Пьета — одна из четырёх известных работ на эту тему, созданных мастером. Ранняя (1499) находится в Соборе святого Петра в Ватикане, а самая последняя, известная как Пьета Ронданини (1552—1564), над которой мастер работал за несколько дней до смерти, — в замке Сфорцеско в Милане. Ещё одна — Пьета Палестрины (ок. 1555) экспонируется в Галерее Академии во Флоренции.
В отличие от двух других скульптурных композиций, в которых тело снятого с креста Спасителя поддерживает Его Мать, на Флорентийской Пьете безжизненное тело Иисуса поддерживают с двух сторон Дева Мария и Мария Магдалина, а позади, возвышаясь над ними, — святой Никодим, упоминаемый в «Евангелии от Иоанна» фарисей, член синедриона, тайный ученик Иисуса Христа. Микеланджело создал свой шедевр в поздний период творчества, поглощённый скорбными мыслями о скорой смерти и раздумьями о ценности прожитой жизни, в особенности после смерти своего друга маркизы Виттории Колонна в 1547 году. По утверждению Дж. Вазари, автора «Жизнеописаний наиболее знаменитых живописцев, ваятелей и зодчих» (1550) голова Святого Никодима в этой композиции стала автопортретом старого Микеланджело, а сама скульптурная группа предназначалась скульптором для собственного надгробия. По другой версии, загадочный персонаж скульптуры не Никодим, а Иосиф Аримафейский.

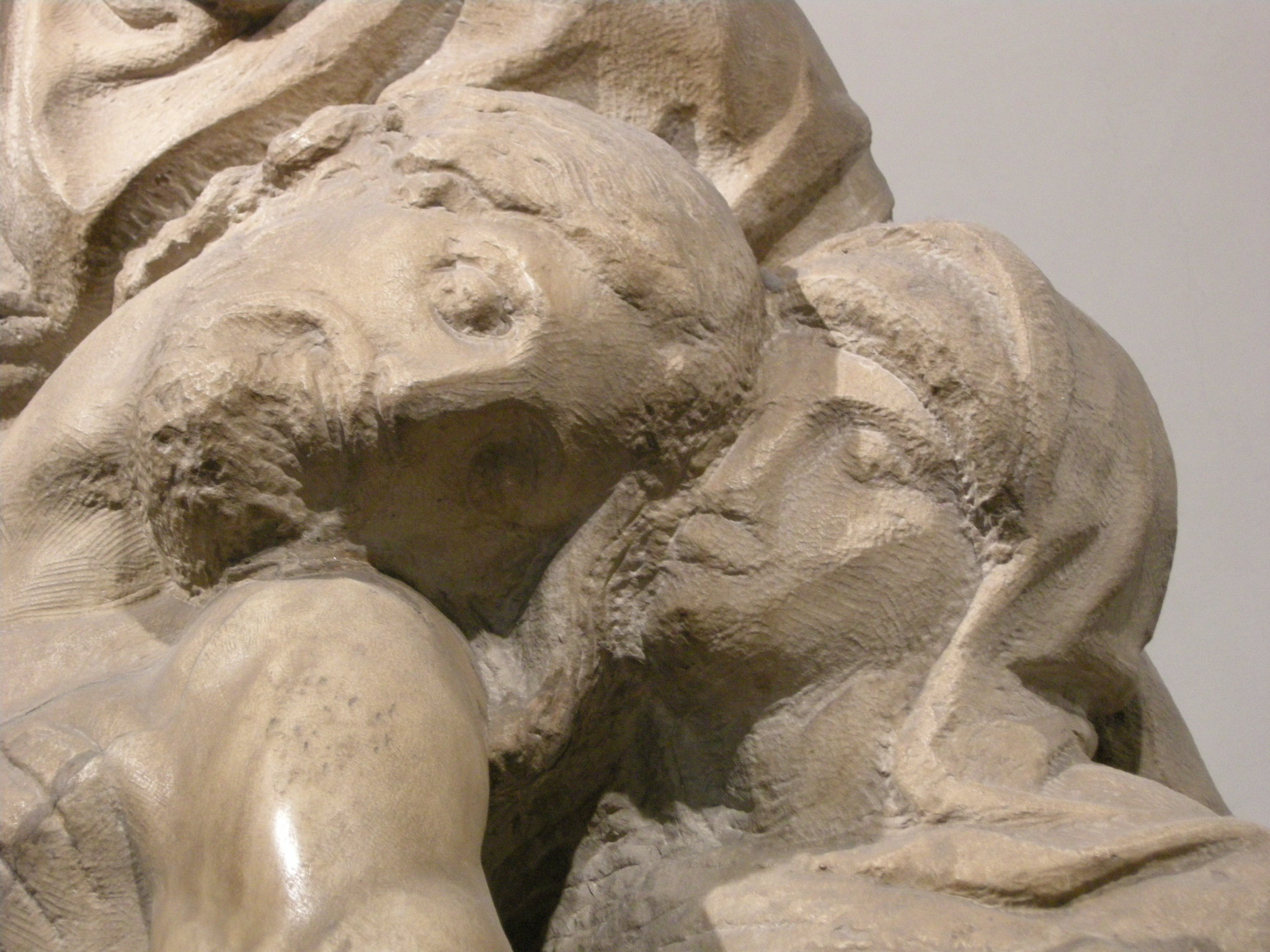
Флорентийская Пьета. Деталь

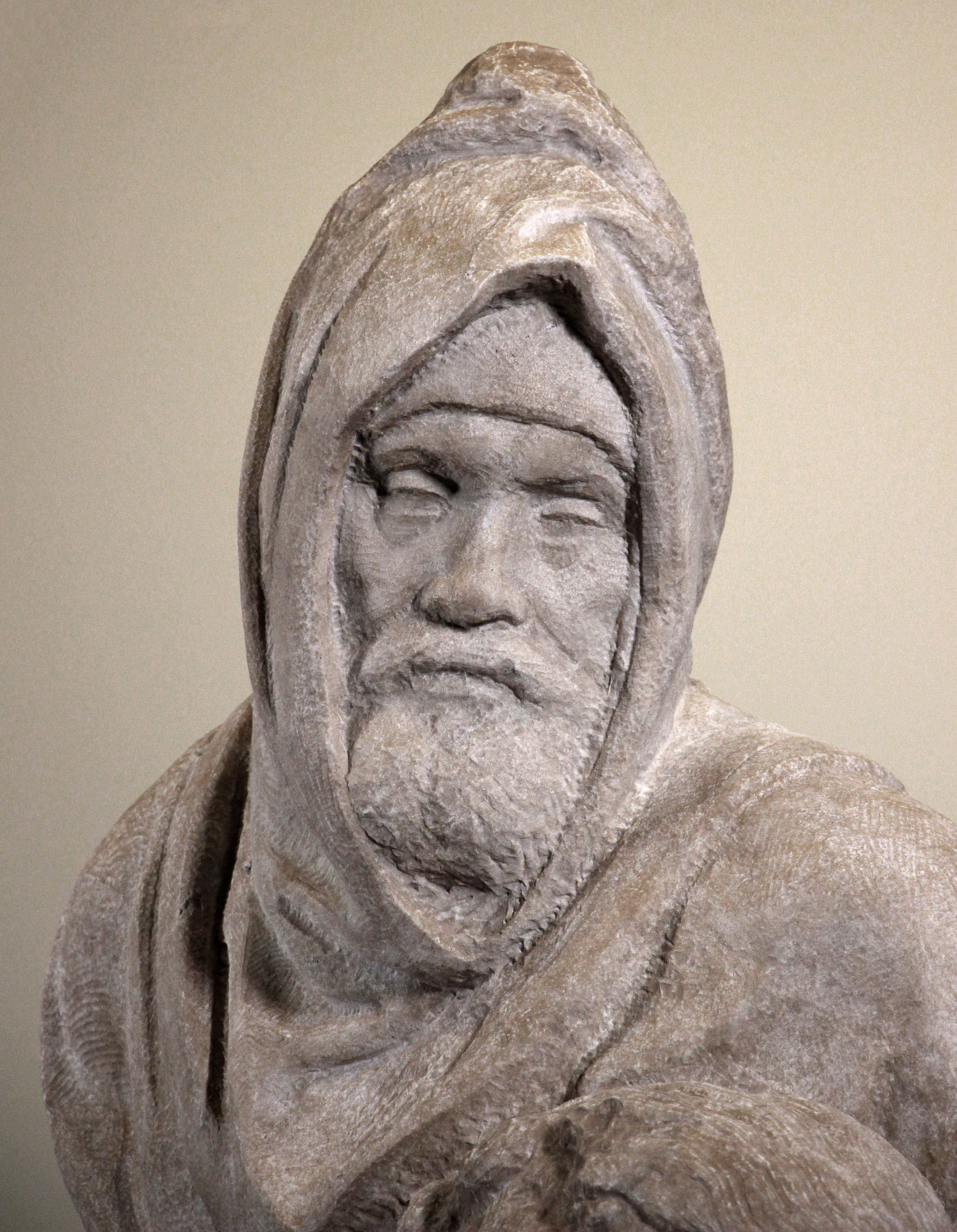
Флорентийская Пьета. Деталь

Микеланджело в этом произведении отошёл от готической традиции «Горизонтальных оплакиваний» (лат. Pietas Horizontalis), или «Веспербильд» (нем. Vesperbilder), в которых тело Христа изображали горизонтально распростёртым на коленях Девы Марии. Исследователи видят в необычной «вертикальной» композиции античные влияния, однако оригинальность этого произведения превосходит все возможные сравнения. Тела зрительно сливаются друг с другом, подчинённые мощному духовному единению, выраженному пластически: S-образной линией (от верхней точки скульптурной группы через правый контур тела Христа и Его правую руку, поддержанной рукой Марии Магдалины, до колена согнутой ноги Христа). Такой мощный приём характерен для всего творчества Микеланджело — выражать духовное напряжение через пластику тела.
Известно также, что художник оставил произведение незаконченным. Отчасти по причине брака в мраморе, но прежде всего из-за неудовлетворённости найденным решением. Мысль Микеланджело развивалась столь стремительно, что опережала работу в материале. Левая рука Христа была сломана выше локтя, левая нога отбита (отсутствовавшая до реставрации часть находилась в мастерской Даниеле да Вольтерры), есть разломы и мелкие повреждения в нескольких местах, в отчаянии нанесённые скульптором.
По сообщениям Дж. Вазари и ученика скульптора Асканио Кондиви старый мастер намеревался быть захороненным у подножия этой скульптуры в римской церкви Санта-Мария-Маджоре, но затем его воля изменилась. Он стал думать о захоронении в родной Флоренции. Неудовлетворённый работой Микеланджело хотел совсем её уничтожить, но его помощник Тиберио Кальканьи в 1561 году уговорил скульптора продать это произведение за двести скудо Франческо Бандини, который поместил скульптуру в своих садах близ площади Монтекавалло в Риме. Там скульптура вызвала восхищение Дж. Л. Бернини. Бандини умер в 1564 году. Благодаря вмешательству герцога Козимо III Медичи Пьету Микеланджело в 1674 году доставили во Флоренцию и установили в церкви Сан-Лоренцо, в крипте с захоронениями членов семьи Медичи. Здесь шедевр Микеланджело оставался до 1722 года, пока не был перенесён в собор Санта-Мария-дель-Фьоре. Скульптуру поместили за главным алтарём, в 1933 году перенесли в первую боковую капеллу северной стены. С 1981 года произведение Микеланджело находится в Музее произведений искусств Собора.
Имеются копия, сделанная Лоренцо Сабатини с произведения Микеланджело до нанесения утрат (хранится в сакристии собора Святого Петра), рисунки и гравюры, а также восковая реплика (некоторые биографы считают её моделью). Существует предположение, что скульптура планировалась как часть монументальной гробницы папы Юлия II и на самом деле создана в 1534—1535 годах. Тиберио Кальканьи, продавший скульптуру Бандини, пытался её отреставрировать и завершить. Мнения о том, где кончается работа Микеланджело и начинается работа его помощника, расходятся.
Мраморные копии и гипсовые слепки с произведения Микеланджело находятся во многих музеях мира. Русский художник П. Я. Павлинов, рисовальщик и гравёр-ксилограф, теоретик и педагог, изучая гипсовую копию Пьеты Микеланджело в 1924 году в Музее изобразительных искусств в Москве, ощутил, как он писал, «неприятное чувство» несоответствия идеи и тому, что он видел перед собой. Пытаясь уяснить художественный смысл шедевра, он сделал два шага влево и увидел это произведение «во всей его композиционной гармонии». Позднее выяснилось, что при постановке скульптуры во флорентийском соборе весьма произвольно обрубили плинт и в дальнейшем её устанавливали согласно неправильно сделанному постаменту.
Павлинов в те годы работал над рукописью по теории композиции, опираясь на труды В. А. Фаворского и следуя концепции фронтальности немецкого скульптора А. Гильдебранда. По этой теории круглая скульптура, предполагающая осмотр со многих точек зрения, «по кругу», тем не менее, всегда имеет одну главную точку зрения, поскольку скульптор во время работы, «двигаясь в глубину мраморного блока», мыслит последовательно углубляющимися фронтальными планами. Поэтому любую статую нельзя экспонировать «подобно мебели в комнате», она всегда предполагает «фон стены позади». Павлинов поделился своими размышлениями о том, как небольшое изменение точки зрения преображает восприятие и раскрывает духовный смысл скульптурного произведения, с М. В. Алпатовым и встретил полное понимание. Павлинов написал статью «О экспозиции флорентийской „Пиета“ Микеланджело и о его творческом методе вообще».
При реконструкции экспозиции в московском музее в 1949 году копию шедевра Микеланджело поставили правильно. Павлинов послал свою статью в Италию, она была опубликована в Милане в 1965 году, и на неё откликнулась Джуста Никко Фазола, опубликовав свою статью: «Русский ученый увидел последнюю трагедию Микеланджело» (Uno studioso russo ha visto l’ultima tragedia di Michelangelo). Скульптуру «повернули» и во Флоренции. Несоответствие старого плинта и новой постановки заметно на фотографиях и репродукциях.